# 西照寺 (高岡市)
西照寺（さいしょうじ）は、富山県高岡市にある真宗大谷派の寺院。

## 概要
高岡市西部（旧西礪波郡福岡町）に位置する真宗大谷派の寺院である。
1965年（昭和40年）10月1日、木造篠川村市場制札が富山県指定文化財に指定された。

## 文化財
- 木造篠川村市場制札（富山県指定文化財）